# Bistum Columbus
Das Bistum Columbus (lat.: Dioecesis Columbensis) ist eine in den Vereinigten Staaten gelegene römisch-katholische Diözese mit Sitz in Columbus, Ohio.

## Geschichte
Das Bistum Columbus wurde am 3. März 1868 durch Papst Pius IX. aus Gebietsabtretungen des Erzbistums Cincinnati errichtet und diesem als Suffraganbistum unterstellt. Am 21. Oktober 1944 gab das Bistum Columbus Teile seines Territoriums zur Gründung des Bistums Steubenville ab.

## Territorium
Das Territorium des Bistums Columbus umfasst die Countys Coshocton, Delaware, Fairfield, Fayette, Franklin, Hardin, Hocking, Holmes, Jackson, Knox, Licking, Madison, Marion, Morrow, Perry, Pickaway, Pike, Ross, Scioto, Tuscarawas, Union, Vinton und Washington.

## Bischöfe von Columbus
- Sylvester Horton Rosecrans, 1868–1878
- John Ambrose Watterson, 1880–1899
- Henry Moeller, 1900–1903, dann Koadjutorerzbischof von Cincinnati
- James Joseph Hartley, 1903–1944
- Michael Joseph Ready, 1944–1957
- Clarence George Issenmann, 1957–1964, dann Koadjutorbischof von Cleveland
- John Carberry, 1965–1968, dann Erzbischof von Saint Louis
- Clarence Edward Elwell, 1968–1973
- Edward John Herrmann, 1973–1982
- James Anthony Griffin, 1983–2004
- Frederick Francis Campbell, 2004–2019
- Robert John Brennan, 2019–2021, dann Bischof von Brooklyn
- Earl Fernandes, seit 2022